# Gërlica
Gërlica (albanska: Gërlica, serbiska: Grlica) är en by i Kosovo. Den ligger i kommunen Ferizaj. Enligt den senaste folkräkningen år 2011 fanns det 323 invånare.

## Demografi
| Demografi | 2011 |
| --------- | ---- |
| albaner   | 322  |
| bosnjaker | 1    |